# 静岡県道359号長沢田沢線

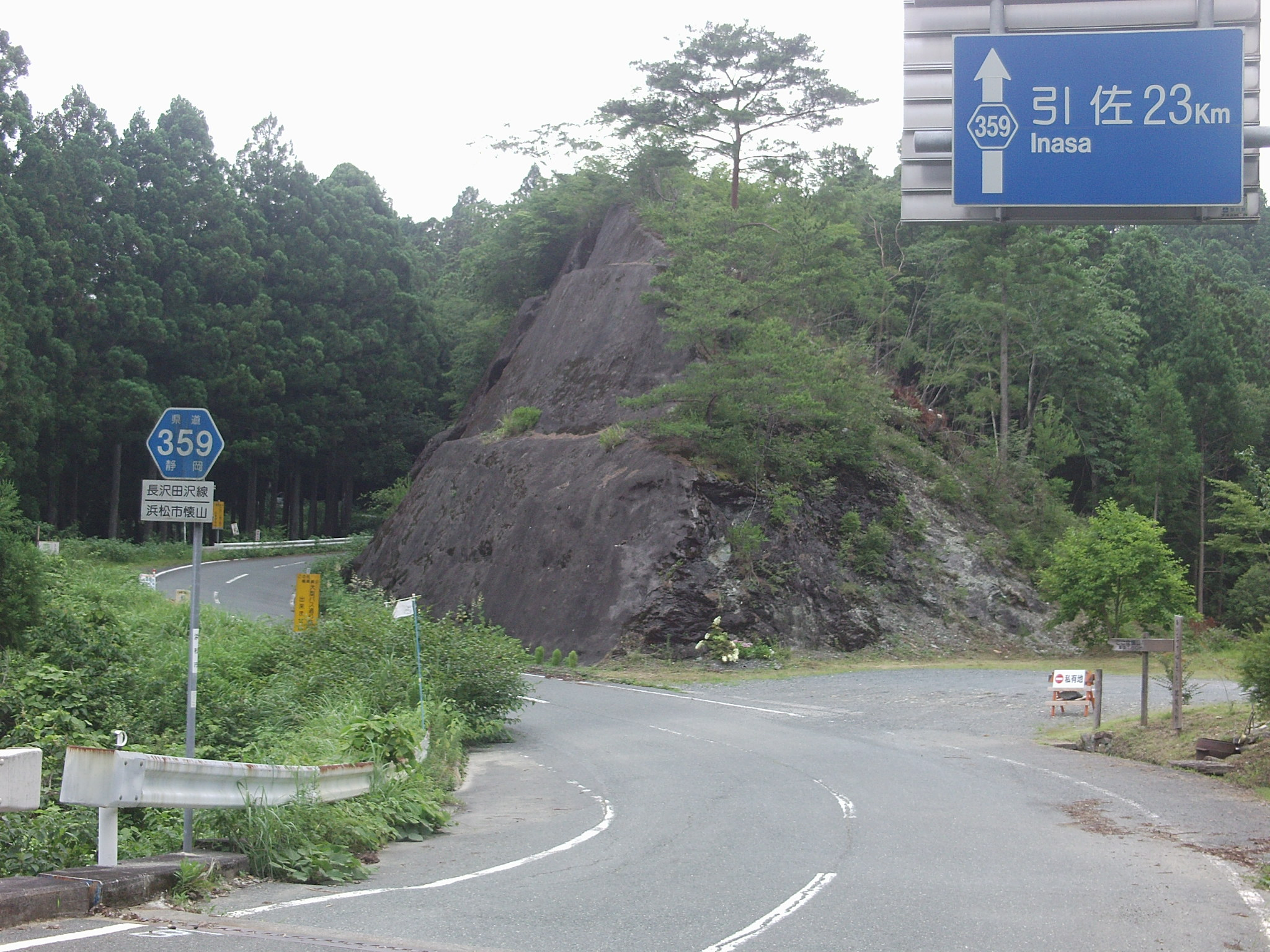
懐山入口付近。

静岡県道359号長沢田沢線（しずおかけんどう359ごう ながさわたざわせん）は静岡県浜松市を通る一般県道である。

## 概要
静岡県道9号天竜東栄線と国道257号を結ぶ一般県道であるが、線形が悪く未改良区間が多いため、交通量は少ない。
起点 - 浜松市浜名区引佐町西久留女木
殆どの区間が未改良であり、大型車の通行は困難。このため起点近くには「大型バスは通り抜けできません」と記した看板が設置されている。
浜松市浜名区引佐町西久留女木 - 終点
改良が進んでおり、多くの区間で片側1車線が確保されている。

### 路線データ
- 起点：浜松市天竜区長沢（静岡県道9号天竜東栄線交点）
- 終点：浜松市浜名区引佐町田沢 竹平交差点（国道257号交点）
- 全長：15.5km

## 重複区間
- 静岡県道299号渋川都田停車場線（浜松市浜名区引佐町西久留女木）
- 静岡県道47号引佐六郎沢線（浜松市浜名区引佐町別所 - 浜松市浜名区引佐町四方浄）

## 通過する自治体
- 静岡県
  - 浜松市（天竜区 - 浜名区）

## 接続路線
- 静岡県道9号天竜東栄線
- 静岡県道299号渋川都田停車場線
- 静岡県道47号引佐六郎沢線
- 国道257号